# Jennifer Niven
 (décembre 2021).
La mise en forme du texte ne suit pas les recommandations de Wikipédia : il faut le « wikifier ».
Les points d'amélioration suivants sont les cas les plus fréquents. Le détail des points à revoir est peut-être précisé sur la page de discussion.
- Les titres sont pré-formatés par le logiciel. Ils ne sont ni en capitales, ni en gras.
- Le texte ne doit pas être écrit en capitales (les noms de famille non plus), ni en gras, ni en italique, ni en « petit »…
- Le gras n'est utilisé que pour surligner le titre de l'article dans l'introduction, une seule fois.
- L'italique est rarement utilisé : mots en langue étrangère, titres d'œuvres, noms de bateaux, etc.
- Les citations ne sont pas en italique mais en corps de texte normal. Elles sont entourées par des guillemets français : « et ».
- Les listes à puces sont à éviter, des paragraphes rédigés étant largement préférés. Les tableaux sont à réserver à la présentation de données structurées (résultats, etc.).
- Les appels de note de bas de page (petits chiffres en exposant, introduits par l'outil «  Source ») sont à placer entre la fin de phrase et le point final[comme ça].
- Les liens internes (vers d'autres articles de Wikipédia) sont à choisir avec parcimonie. Créez des liens vers des articles approfondissant le sujet. Les termes génériques sans rapport avec le sujet sont à éviter, ainsi que les répétitions de liens vers un même terme.
- Les liens externes sont à placer uniquement dans une section « Liens externes », à la fin de l'article. Ces liens sont à choisir avec parcimonie suivant les règles définies. Si un lien sert de source à l'article, son insertion dans le texte est à faire par les notes de bas de page.
- La présentation des références doit suivre les conventions bibliographiques. Il est recommandé d'utiliser les modèles {{Ouvrage}}, {{Chapitre}}, {{Article}}, {{Lien web}} et/ou {{Bibliographie}}. Le mode d'édition visuel peut mettre en forme automatiquement les références.
- Insérer une infobox (cadre d'informations à droite) n'est pas obligatoire pour parachever la mise en page.

Pour une aide détaillée, merci de consulter Aide:Wikification.
Si vous pensez que ces points ont été résolus, vous pouvez retirer ce bandeau et améliorer la mise en forme d'un autre article.
Jennifer Niven est une auteure américaine du New York Times et de best sellers internationaux. Elle est surtout connue pour avoir écrit le roman jeune adulte All the Bright Places (Tous nos jours parfaits) sorti en 2015.

## Biographie[1],[2]
Jennifer Niven est née à Charlotte en Caroline du Nord aux États-Unis. Elle a grandi principalement dans l'État de L'Indiana, bien qu’elle ait vécu à Okinawa et dans le Maryland. Son déménagement dans l’Indiana, en quatrième année, a d’ailleurs suscité l’écriture d’un de ses premiers livres : My Life in Indiana: I Will Never be Happy Again. Elle y a obtenu son diplôme d’études secondaires. Par la suite, elle est allée à l’université dans le New Jersey et elle a ensuite fréquenté une école supérieure à Los Angeles.
En plus d’être romancière, elle a aussi travaillé en tant que productrice, journaliste et productrice associée pour la compagnie ABC Television.
Sa mère est écrivaine et elle ne partage pas beaucoup d’informations sur son père. Jennifer Niven est fille unique.
Sa mère lui a donné le goût de l’écriture et lui a permis de voir l’inspiration partout.
À l’âge de dix ans, Jennifer Niven avait déjà écrit de nombreuses chansons, des poèmes, deux autobiographies, un conte de Noël, plusieurs albums illustrés, une pièce de théâtre, une série de polar, un recueil de nouvelles et un roman inachevé sur le Vietnam.
Dans son interview pour Booktopia, elle dit que lorsqu’elle avait douze ans, elle voulait être une détective rock star internationale (comme un mélange entre Charlie’s Angel et Josie et les Pussycats). À ses dix-huit ans, elle souhaitait devenir actrice pour le côté « glamour ». Enfin à trente ans, elle voulait être écrivain car l’écriture est la chose qu’elle aime le plus faire dans la vie.
Elle a connu plusieurs épreuves dans sa vie comme le divorce de ses parents, la mort de son grand-père (qui a été la première perte qu’elle ait connue), la mort d’un de ses amis, des cousins et plus récemment ses parents, ce qui lui a permis de comprendre qu’elle n’avait aucun pouvoir sur ça. Mais ces épreuves lui ont aussi appris à laisser un impact et une empreinte derrière elle, et à comprendre de quoi elle est faite.
Jennifer Niven partage son temps entre la Géorgie côtière et Paris, en France, avec son mari et ses « chats littéraires ».

## Inspiration
Ray Bradbury’s short stories, Johnny Cash’s At Folsom Prison et Dancing Queen du groupe ABBA l’ont beaucoup inspiré et lui ont appris que le succès pouvait être puissant et expressif, et donc lui ont appris à être plus directe.

## Écriture
Les deux premiers livres qu’elle a écrit sont des récits de non-fiction intitulés The Ice Master (Pris dans les glaces) publié en 2000 et Ada Blackjack: A True Story of Survival in the Arctic (Ada Blackjack, survivante de l’Arctique) publié en 2003. En 2010, elle a publié un mémoire de ses années lycée appelé The Aqua Net Diaries: Big Hair, Big Dreams, Small Town (non traduit).
Elle a commencé à écrire de la fiction Young Adult après avoir connu une histoire d’amour avec un garçon qu’elle n’arrivait pas à retranscrire dans un récit autobiographique. Elle a beaucoup lu de livres de littérature jeune adulte, pour le plaisir et trouve que ce genre est brillant, audacieux et fantastiquement imaginatif.
Les retours sur All the Bright Places sont très bons. Ce livre a permis de mettre en avant des sujets tabous, tels que la santé mentale des adolescents.
Jennifer Niven a l’intention d’écrire beaucoup plus de livres pour adolescents, un livre de non-fiction pour adultes, un ou deux romans pour adultes dont un sur une idée de sa mère qu’elle n’a jamais pu écrire. Elle espère voir d’autres de ses livres transformés en films ou en comédies musicales.
En 2000, elle a commencé à écrire à plein temps, et elle n’a jamais arrêté. Elle a écrit de la non-fiction et de la fiction, à la fois historique et contemporaine, pour adultes et adolescents. À première vue, ses livres n’ont pas de points communs, mais ce sont tous "des histoires de gens ordinaires faisant des choses extraordinaires", comme elle l’explique.
Jennifer Niven est l’auteure à succès no 1 du New York Times et de onze livres primés aux Emmy Awards, dont les romans All the Bright Places, Holding up the Universe, Breathless et Take Me With You When You Go (avec David Levithan). Ses livres ont été traduits dans plus de 75 langues et elle a plus de dix éditeurs.
Le premier roman jeune adulte de Jennifer Niven est All the Bright Places (Tous nos jours parfaits) qui est sorti en 2015 dans lequel nous suivons deux adolescents Violet et Finch qui tentent de combattre des problèmes de santé mentale. Ce roman a remporté le prix Goodreads choice award for Best Young Adult Fiction 2015 et a été sélectionné pour le prix Guardian Children’s Fiction Prize 2015. Il a été adapté en film par Netflix dont les acteurs principaux sont Elle Fanning, Justice Smith, Keegan-Michael Key, Alexandra Shipp, et Luke Wilson. Le film a commencé à être produit début octobre 2018 et il est sorti le 28 février 2020.
Elle a sorti un nouveau livre jeune adulte qui a lui aussi été un best seller en 2016 appelé Holding Up the Universe (Les Mille Visages de notre histoire) et son troisième roman jeune adulte, Breathless (L'Été de tous les possibles), publié en 2020.
Jennifer écrit actuellement le scénario de la version cinématographique de Holding Up the Universe et travaille sur son cinquième roman pour jeunes adultes. Elle supervise également Germ, un magazine Web littéraire et de style de vie pour le lycée et au-delà.